# 해운대 두산위브더제니스
해운대 두산위브 더 제니스(영어: Haeundae Doosan We've The Zenith)는 대한민국 부산광역시 해운대구 우동 마린시티 일원에 건설된 초고층 주상복합 아파트이다. 3개의 마천루로 구성되어 있으며, 101동, 최고 80층, 301m, 102동 75층, 265m, 103동 70층, 255m이다. 특히 101동은 지상 80층, 301m의 높이로 2011년부터 2014년까지 대한민국에서 가장 높은 빌딩이었으며, 세계에서도 호주의 Q1 타워에 이어 13번째로 높은 주거용 건물이다. 지금도 국내에서 가장 높은 주거용 건물이다. 흔히 “두산위브 더 제니스”라고 하면 이 건물을 가리킨다.
해운대는 대한민국 부산광역시 해운대구 일대를 가리키고 두산 위브 더 제니스는 두산건설의 아파트 브랜드이다. 그리고 2011년 완공 후 같은 해 12월에 입주가 시작되었으며, 마린시티에 있고 광안대교에서도 보인다.

## 역사
이 사업은 부산의 건설업체 대원 플러스건설이 추진하기 시작했다. 2003년 무렵부터 회장 최삼섭은 수영만 매립지 일원을 매입하기 시작했고, 2004년부터는 본격적으로 부산의 맨해튼이라는 프로젝트로 마천루 건설을 추진하였다. 막상 인허가가 늦어져 최종적으로는 2007년에야 최종 허가가 떨어졌고, 이에 따라 12월부터 공사에 들어가 2011년 완공되었고 같은 해 12월 1일부터 총 1,788가구(148~325m2)의 입주가 시작되었다. 2017년 해운대 두산 위브 더 제니스가 금연구역으로 지정되었다.

## 디자인
건축 디자인은 초고층 설계로 유명한 디스테파노 앤 파트너스(De Stefano & Partners)와 간삼이축이 맡았다. 상가동 설계는 '저디 & 파트너스'가 책임을 맡았고, 조경은 미국의 디즈니 월드 등을 책임지던 SWA그룹이 담당했다. 특히 기후가 온화한 부산 지역의 특성상 흔히 보기 어려운 품종의 조경수로 구성되었다.
설계 기간만 2007년 8월 23일에서 2008년 3월 30일까지 7개월이 걸렸으며 2007년 11월 착공에 들어가 정확히 4년의 공사 기간이 소요됐다. 이러한 노력으로 해운대 위브 더 제니스 타워는 파도를 형상화한 곡선형 외관과 실내에서 바다를 바라보기 좋도록 설계. 배치한 점을 높이 평가받아, `2011 굿디자인`에서 대상인 지식경제부 장관상을 수상했다. 고층 건물의 가장 큰 숙제로 꼽히는 `안전` 확보에도 만전을 기해 `타이페이 101`를 설계한 미국의 `손톤-토마세티`가 담당한 구조 설계로 `볼라벤`급 이상의 태풍이나 리히터규모 7.0의 강진에도 견딜 수 있으며, 3개층마다 스카이가든을 조성해 평상시에는 휴식공간으로, 비상시 대피공간으로 활용한다.

## 구성과 높이

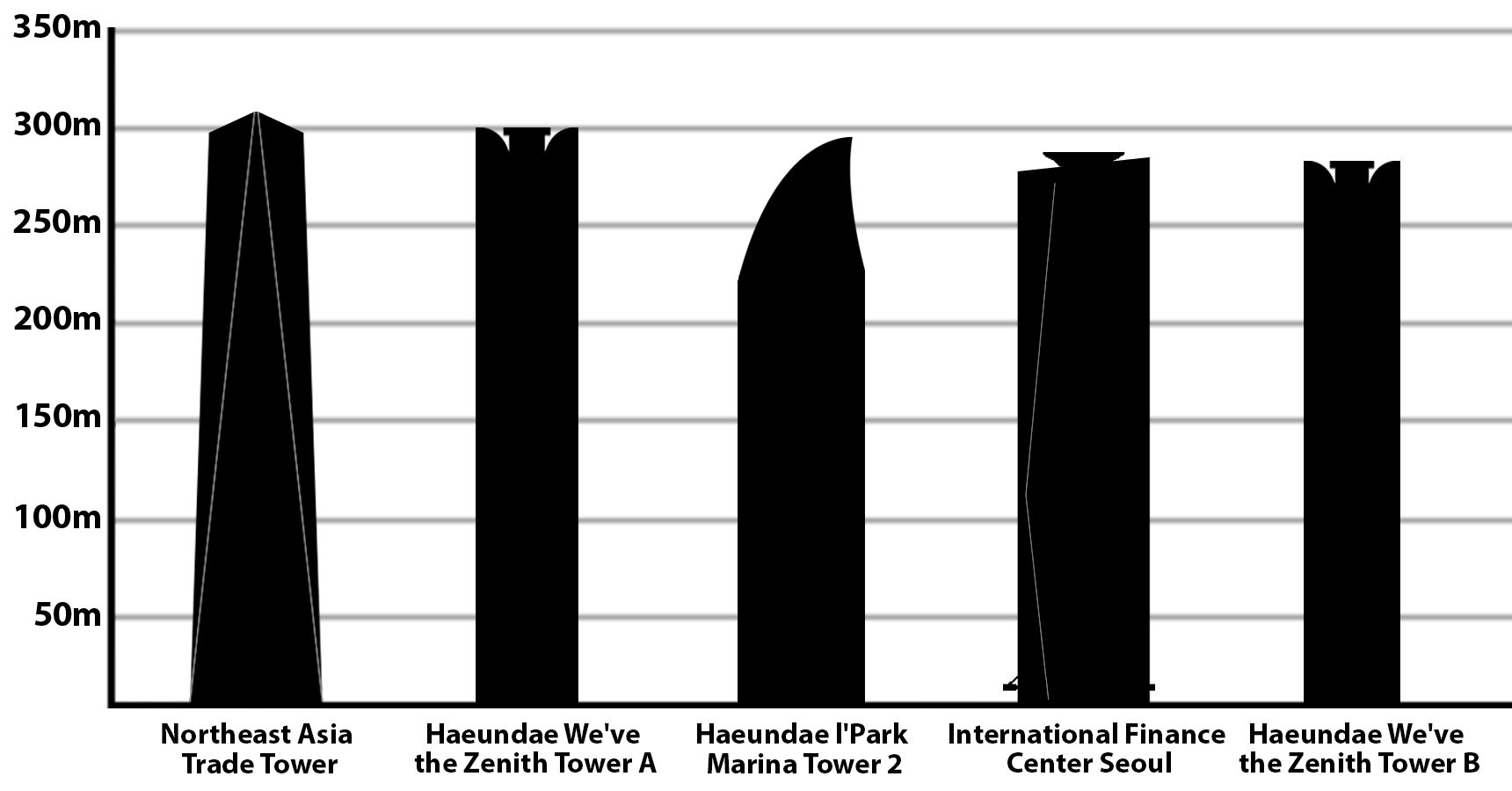
대한민국에서 가장 높은 건물 (2014년 1월 기준.)

해운대 두산위브 더 제니스를 구성하는 각 건물의 높이는 다음과 같다. 해운대 두산위브 더 제니스의 101동은 지상 80층, 102동은 75층, 103동은 70층이다. 지하로는 5층까지 있다.
이 건물은 다음과 같은 높이를 갖고 있다.
| 동 명칭 | 층수 | 높이 |
| ------- | ---- | ---- |
| 101동   | 80층 | 301m |
| 102동   | 75층 | 282m |
| 103동   | 70층 | 265m |

약 4만 2,500m2의 대지에 70층·75층·80층 총 3개의 주거동으로 구성된다. 해운대 두산위브 더 제니스는 호주 골드코스트에 위치한 Q1 타워(323m) 다음으로 높은, 세계에서 두 번째로 높은 '아파트' 건물이다. 그러나 이는 CTBUH의 '건축물 높이'로 따졌을 때이고, Q1타워의 지붕층의 높이를 따진다면 세계에서 가장 높은 아파트 건물이 된다. Q1 타워는 지상 323m의 건물이지만, 실제 이 중 80m 정도는 첨탑부의 높이이고, 꼭대기 80층의 높이는 235m에 불과하기 때문이다.
2011년 완공 당시 대한민국에서 가장 높은 건물이 되었다. 특히 101동은 지상 80층에 301m로 2013년 인천에 동북아무역타워가 지상 68층, 305m로 건설되기 전까지는 대한민국에서 제일 높았다. 2015년 기준으로 전 세계에서는 가장 높은 주거 빌딩으론 13위나 부산에서는 가장 높은 건물이다. 해운대 엘시티 더샵이 완공된 현재 대한민국에서 2번째로 높은 아파트이며 부산에서 가장 높은 아파트라고 한다.

## 특징

### 적용기술
이 아파트는 두산건설과 대원 플러스건설이 개발하였고 콘크리트 기술 및 초고층 시공 기술을 적용했다. 화재가 발생하면 피난안전구역으로 대피가 가능한 기술을 적용하였고 내진설계의 진도 7.0 이상 규모의 지진이나 태풍, 자연재해가 있어도 버틸 수 있다.

### 엘리베이터
한국미쓰비시엘리베이터의 제품이 설치되어 있다. 총 30대가 설치되어 있으며 중·저층구간과 고층구간, 지하주차장 구간으로 분리되어 있다. 비상용 엘리베이터는 2대씩 전층을 운행하지만 화재진압, 이사, 화물 운반 목적으로만 사용하기 때문에 평상시에는 사용하지 않는다. 세대별 창고에 가려면 비상용 엘리베이터를 이용해야 한다. 또한 모든 엘리베이터(지하주차장 구간 제외), 계단 입구에는 카드리더기가 있어 무조건 카드키가 필요하므로 카드리더기에 태그를 해야 층 버튼이 눌러진다. 방문자가 이용하려면 1층 안내데스크에 있는 명단을 작성 후 신분증과 카드키를 교환해야 한다.

### 식당
부산광역시 최초 아침 식사를 제공하는 단지다. 2015년 7월 29일부터 아침 식사를 제공하고 월요일부터 금요일은 오전 6시 30분에서 오전 9시 30분까지 영업하고 있으며 예약을 하면 이용이 가능하고 1회에 6천원이다. 그러나 한달도 되지않아 수익률 문제 때문에 영업이 종료되었다.

### 조망
해운대구의 마린시티 한복판에 위치해 있기 때문에, 101동 지상 80층 97평인 펜트하우스에서 볼 수 있고 마린시티 한복판 근방에 위치한 광안대교와 수영만, 근방의 해운대 아이파크 등의 야경이 유명하며, 부산시의 대표 스카이라인의 한 축을 이루고 있다.

## 시설
1층부터 (101동 80층, 102동 75층, 103동 70층)까지는 아파트 1788세대가 위치하고 있으며, 1층 ~ 2층에는 공용부, 31층과 56층에는 주민공동시설, 옥상에는 기계실, 지하에는 지하 주차장이 위치하고 있다.

### 101동

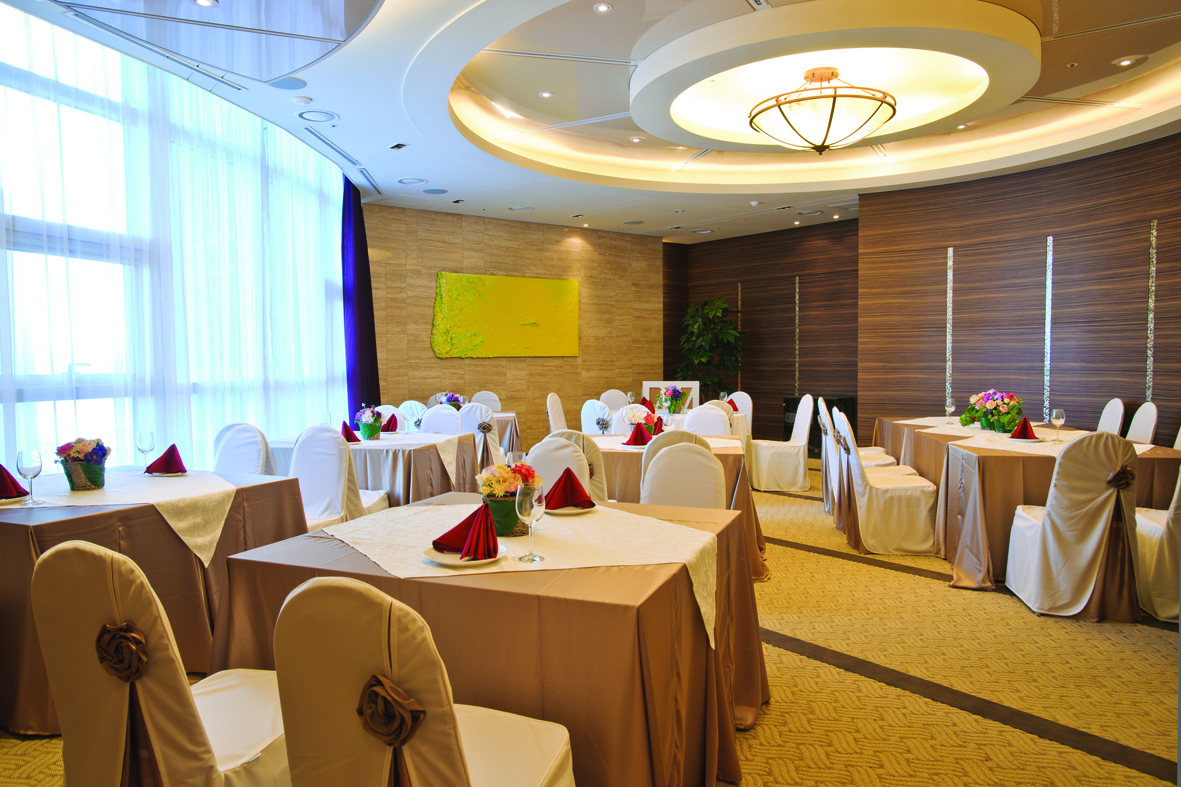
스퀘어 볼룸.

지상 1층 ~ 2층은 공용부, 3층 ~ 30층은 아파트, 31층은 설비층(주민공동시설 포함), 32층 ~ 58층은 아파트, 59층은 설비층(주민공동시설 포함), 60층 ~ 80층은 아파트, 맨 위층에는 기계실 3층이 있다.
| 층수                | 시설                      |
| ------------------- | ------------------------- |
| 60층 ~ 80층         | 아파트                    |
| 59층                | 설비층(주민공동시설 포함) |
| 32층 ~ 58층         | 아파트                    |
| 31층                | 설비층(주민공동시설 포함) |
| 3층 ~ 30층          | 아파트                    |
| 1층 ~ 2층           | 공용부                    |
| 지하 5층 ~ 지하 1층 | 지하주차장                |

### 102동
101동의 지상 1층 ~ 55층이랑 똑같고 32층 ~ 55층은 아파트, 56층은 설비층(주민공동시설 포함), 57층 ~ 75층은 아파트, 맨 위층에는 기계실 세층이 있다.
| 층수                | 시설                      |
| ------------------- | ------------------------- |
| 57층 ~ 75층         | 아파트                    |
| 56층                | 설비층(주민공동시설 포함) |
| 32층 ~ 55층         | 아파트                    |
| 31층                | 설비층(주민공동시설 포함) |
| 3층 ~ 30층          | 아파트                    |
| 1층 ~ 2층           | 공용부                    |
| 지하 5층 ~ 지하 1층 | 지하주차장                |

### 103동
102동의 지상 1층 ~ 70층이랑 똑같고 57층 ~ 70층은 아파트, 맨 위층에는 기계실 세층이 있다.
| 층수                | 시설                      |
| ------------------- | ------------------------- |
| 57층 ~ 70층         | 아파트                    |
| 56층                | 설비층(주민공동시설 포함) |
| 32층 ~ 55층         | 아파트                    |
| 31층                | 설비층(주민공동시설 포함) |
| 3층 ~ 30층          | 아파트                    |
| 1층 ~ 2층           | 공용부                    |
| 지하 5층 ~ 지하 1층 | 지하주차장                |

## 화제
부산 해운대 마린시티에 위치한 해운대 두산위브 더 제니스의 잔금 완납률이 준공 승인 이후 1개월 만에 65%를 기록하였다.

## 사건 및 사고
- 2010년 6월 - 공사 기간 중인 건물에 있는 시멘트 반죽이 100m 높이에서 떨어져 아래를 지나던 차량 20대의 유리창이 파손되는 사고가 있었다.[11]
- 2015년 7월 16일 - 35층 피난시설에 설치되어 있는 위층이나 아랫층으로 향하는 수직 통로에서 초등학생이 추락해서 사망하는 사고가 발생하였다.[12]

## 대중문화

### 드라마
- 언터처블에 북천시의 마린시티가 나온다.
- 고독한 미식가 시즌8 연말스페셜에 나온다.
- 2020년에 방영된 SBS 드라마 더 킹 : 영원의 군주에 대한제국, 1994년 겨울이 나온다. 대한제국, 부산 본궁 2019년 가을이 나온다.
- 2021년에 방영된 JTBC 드라마 시지프스 : the myth에 나온다.
- 넷플릭스 드라마 D.P.에 나온다.

### 영화
- 해운대에 건설 현장이 나온다.
- 그날의 분위기에 마린시티가 나온다.
- 찌라시: 위험한 소문에 마린시티가 나온다.
- 블랙 팬서가 2017년 3월 24일 ~ 25일에 촬영하였다.
- 돌아와요 부산항애에 나온다.
- 신과함께: 죄와 벌에 나온다.
- 극한직업에 나온다.

### 웹툰
- 캉타우에 나온다.

### 뮤직비디오
- 싸이의 노래 대디의 뮤직비디오에 나온다.
- 정은지의 노래 하늘바라기의 뮤직비디오에 나온다.

## 갤러리

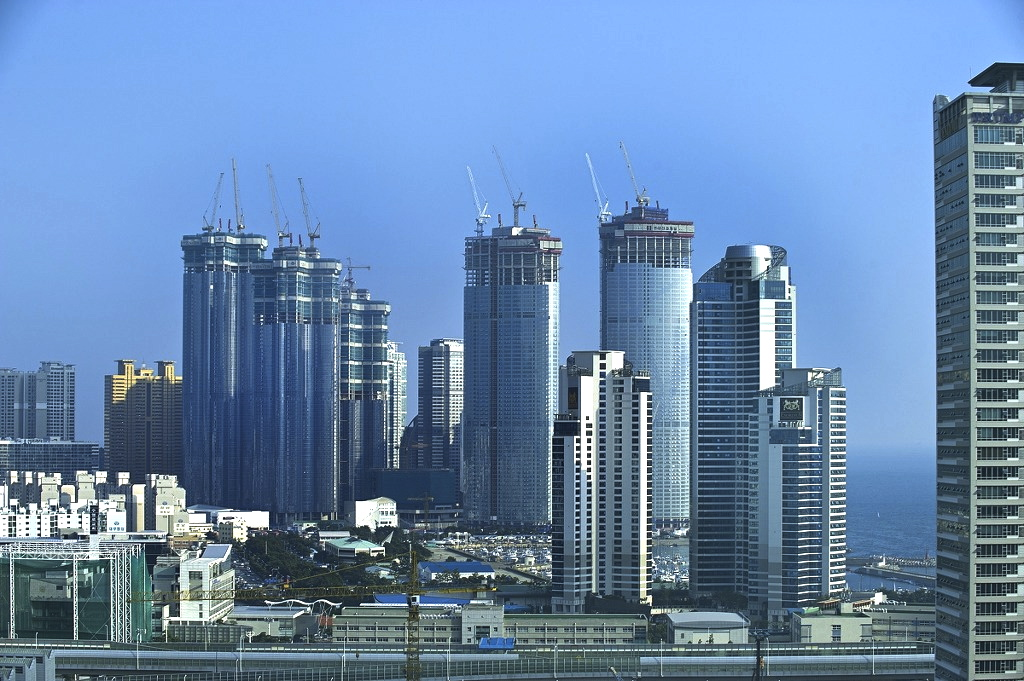
공사 중인 해운대 아이파크와 해운대 두산위브 더 제니스. (2010년)
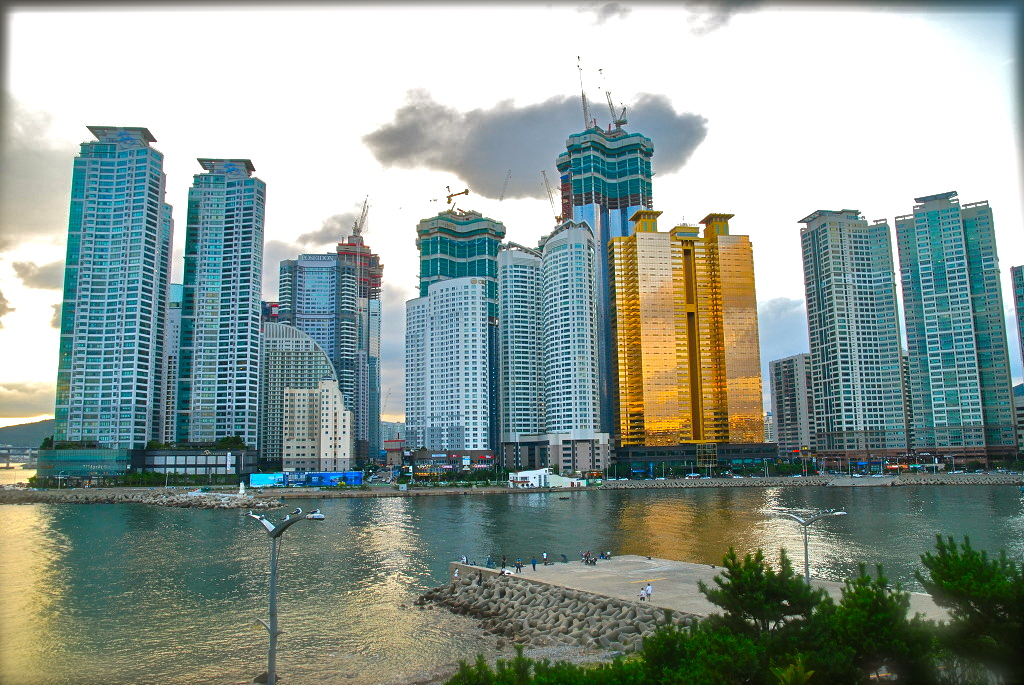
공사 중인 해운대 아이파크와 해운대 두산위브 더 제니스. (2010년)
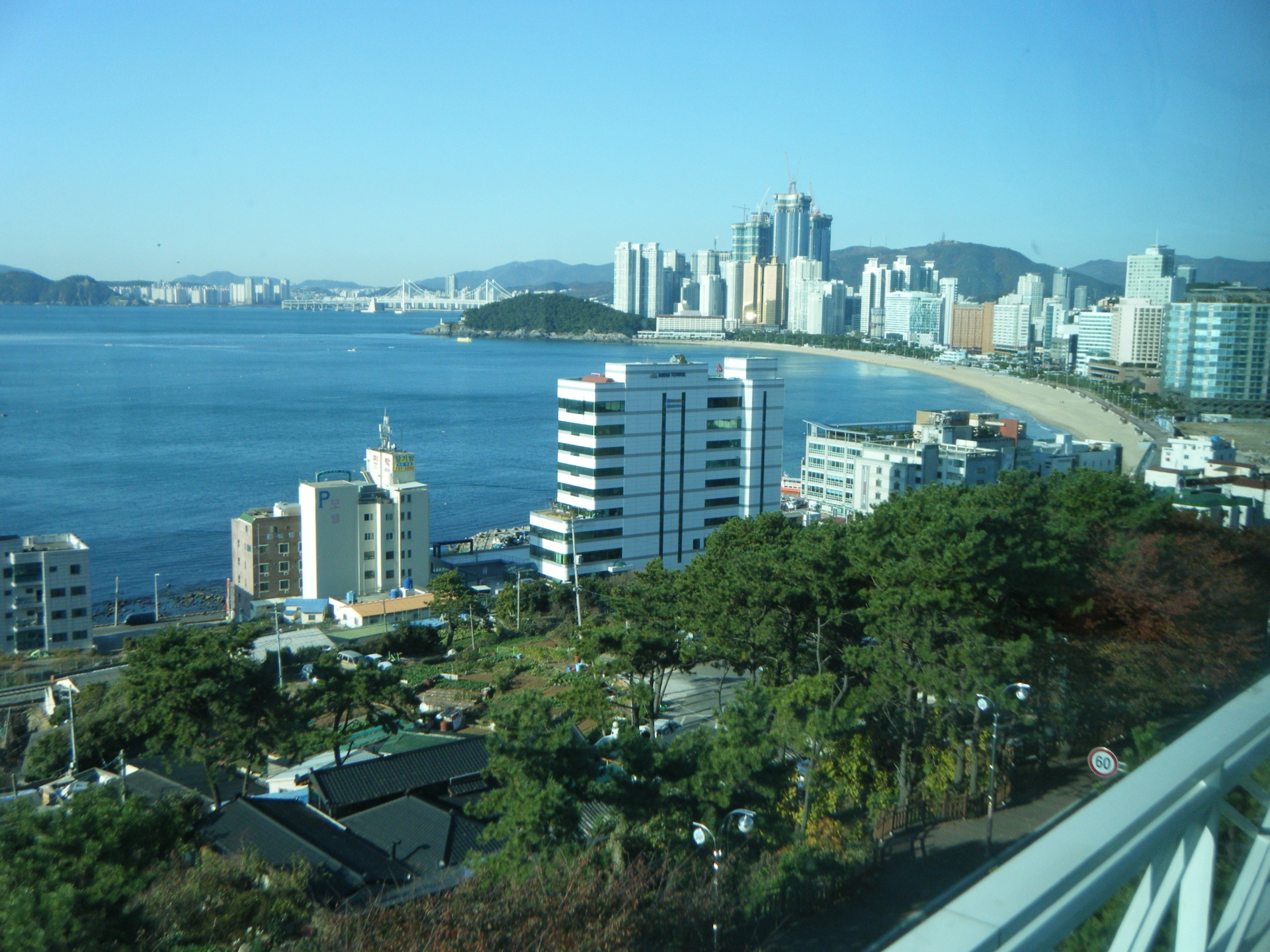
공사 중인 해운대 두산위브 더 제니스. (2010년)
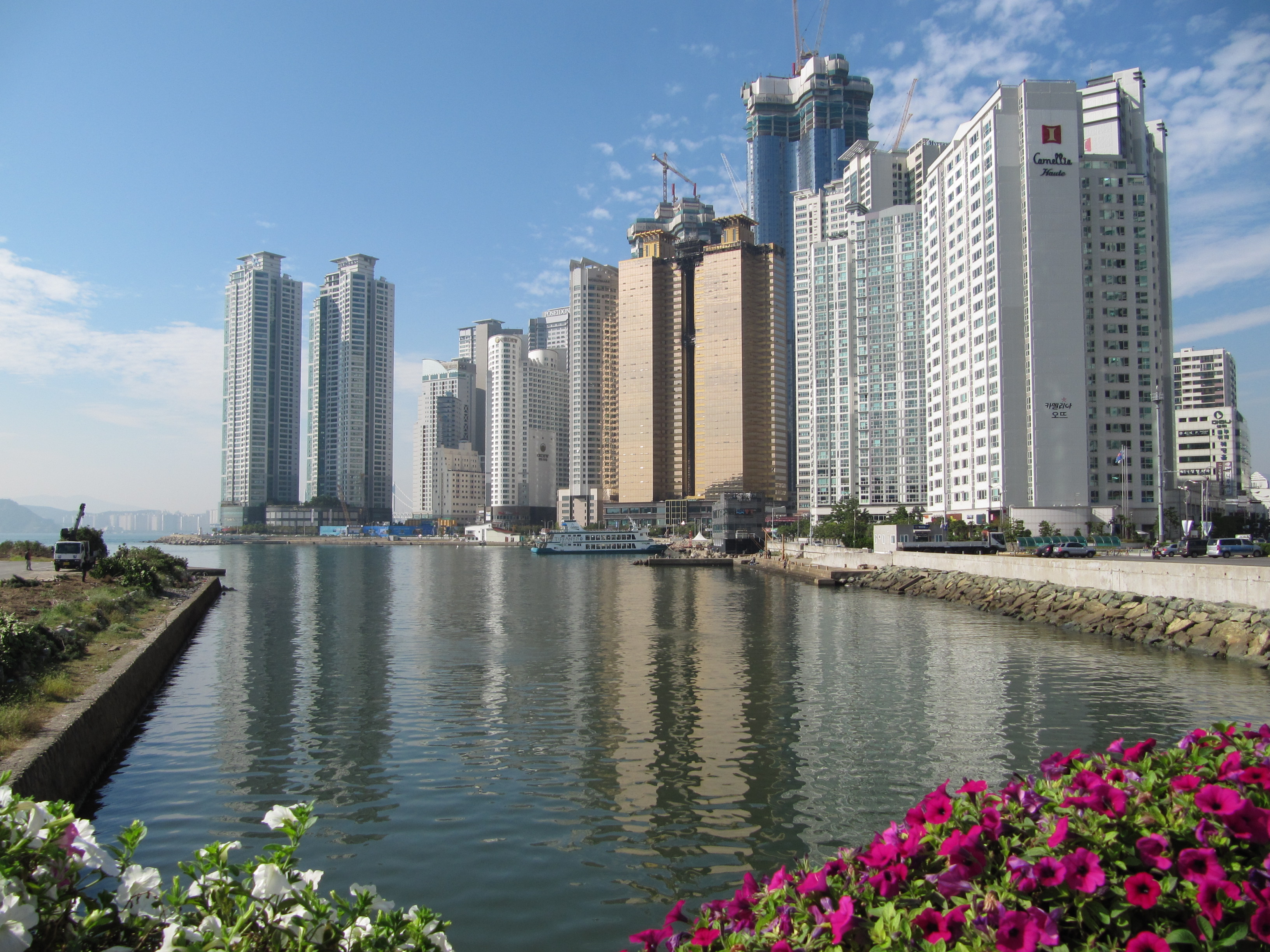
공사 중인 해운대 두산위브 더 제니스. (2010년)
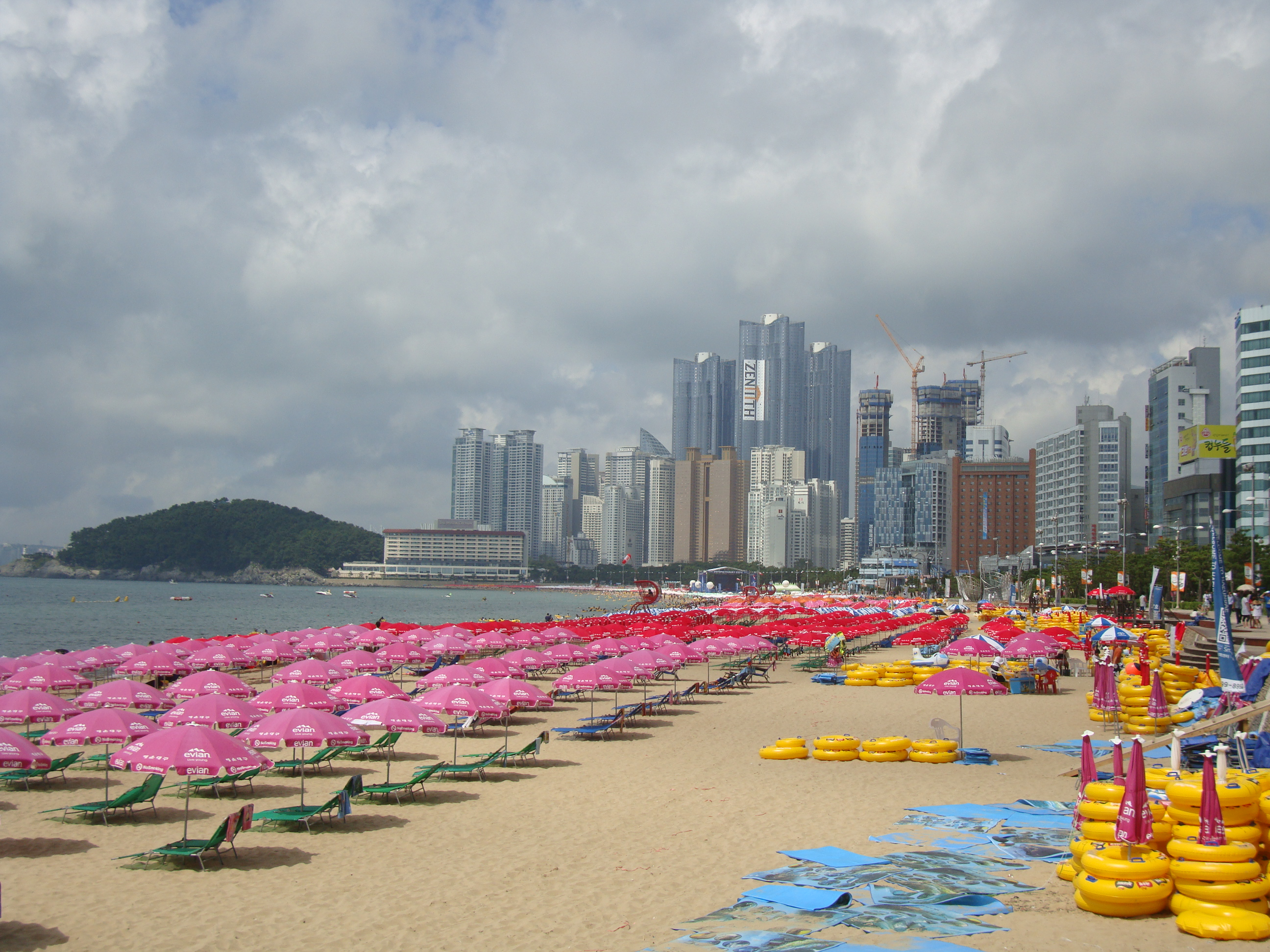
공사 중인 해운대 두산위브 더 제니스. (2011년 8월 13일)
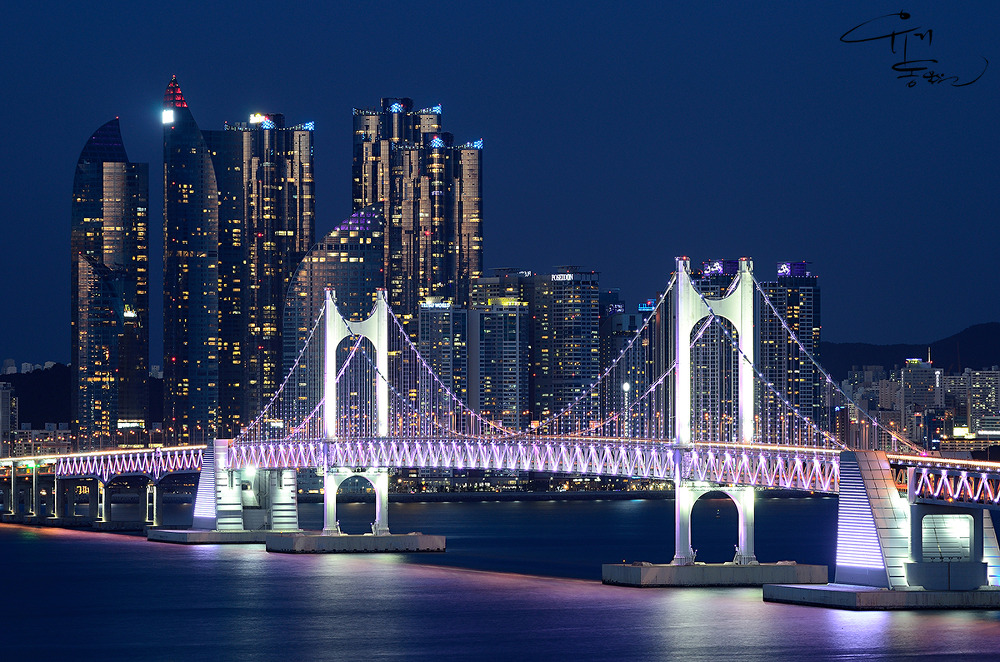
2014년 2월 4일.
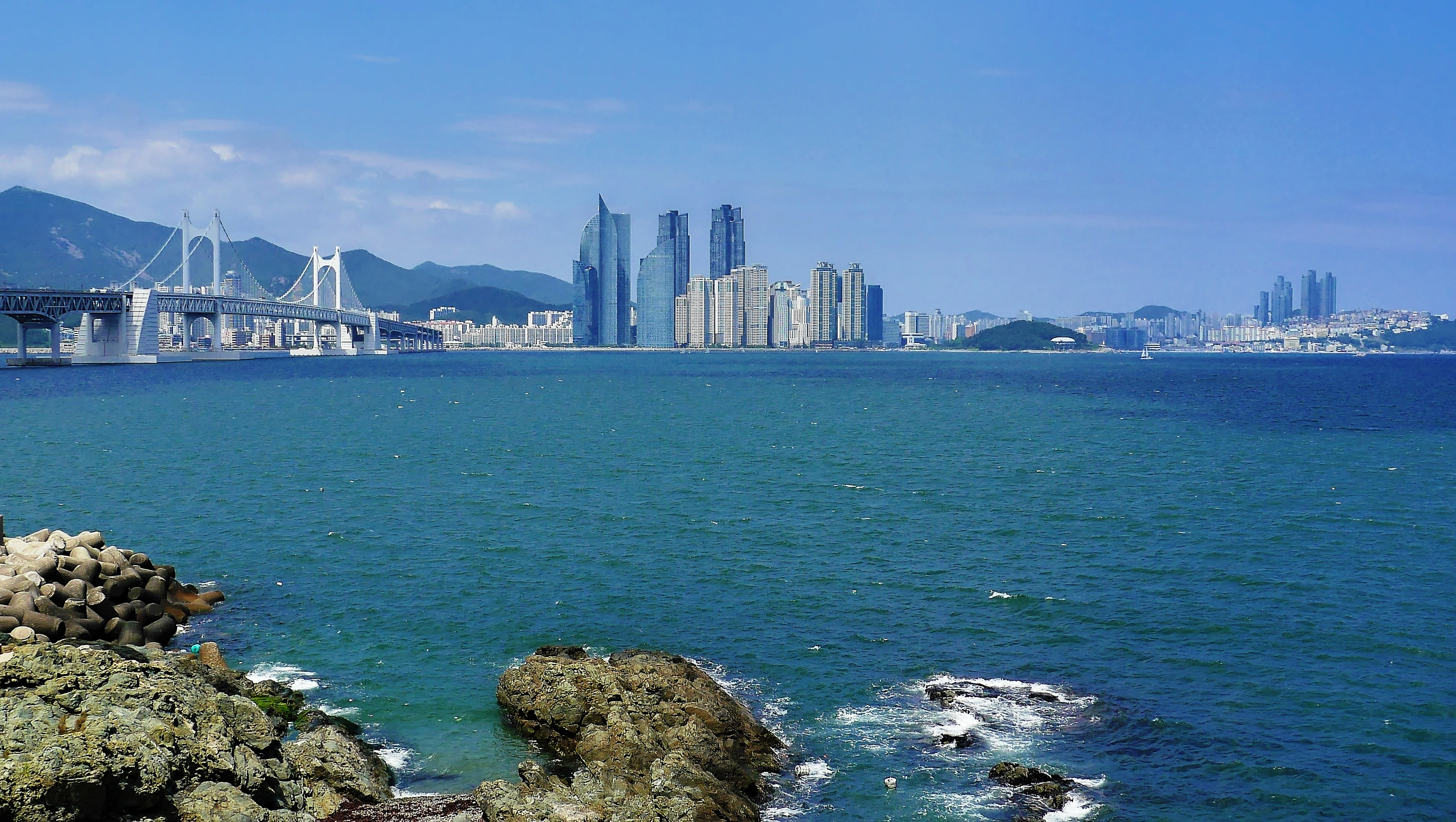
2014년 7월 4일.
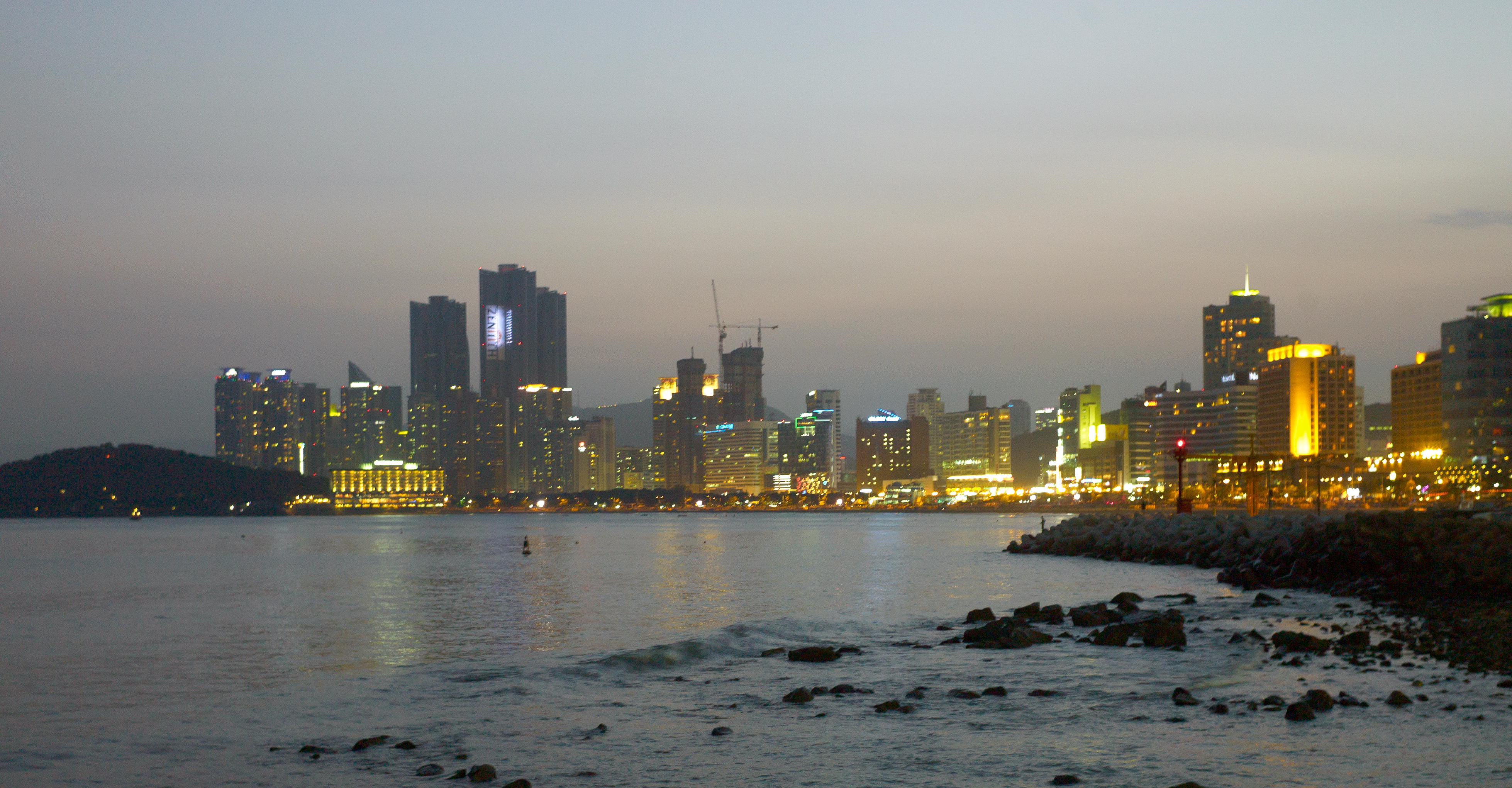
야경.
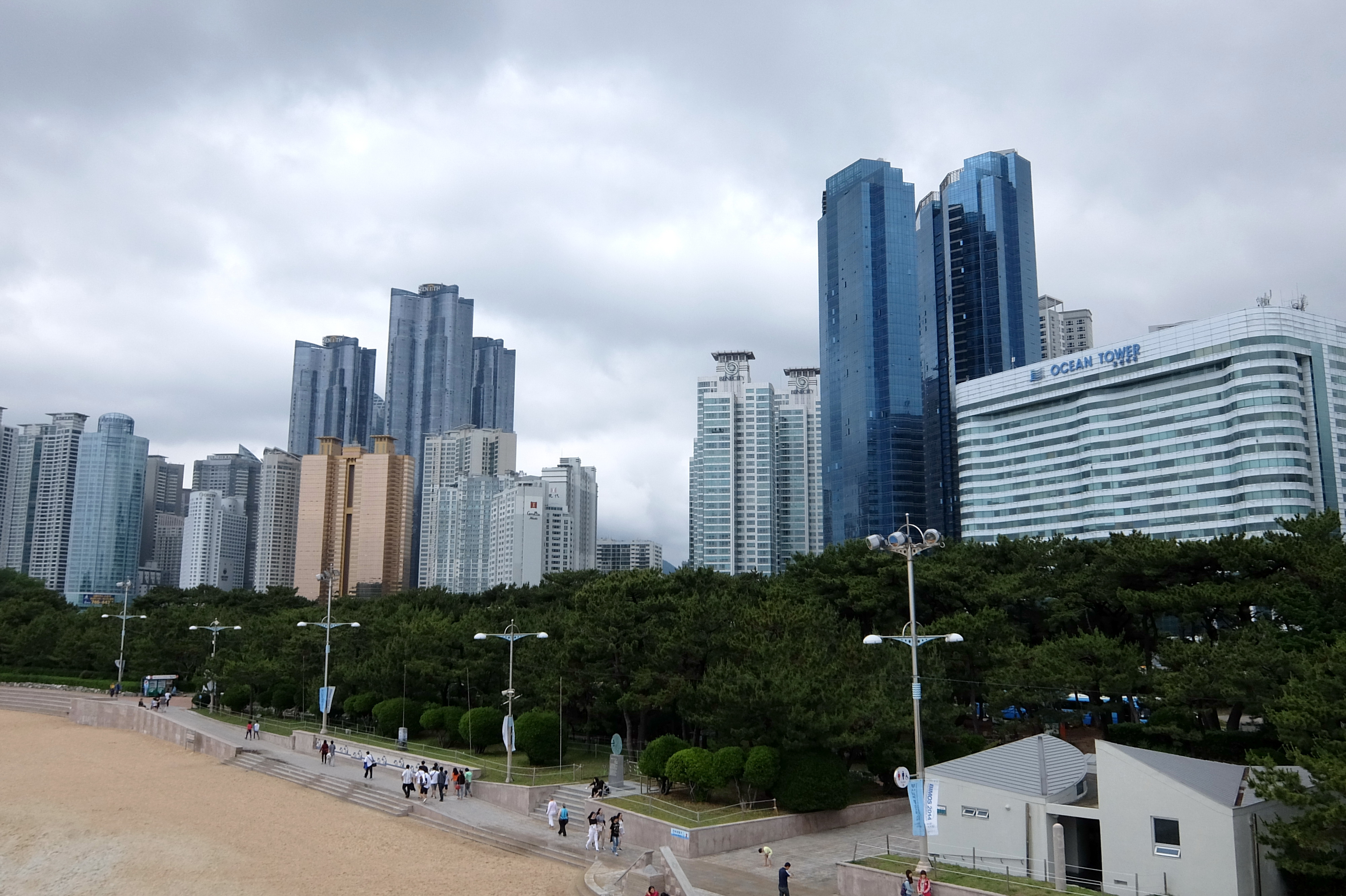
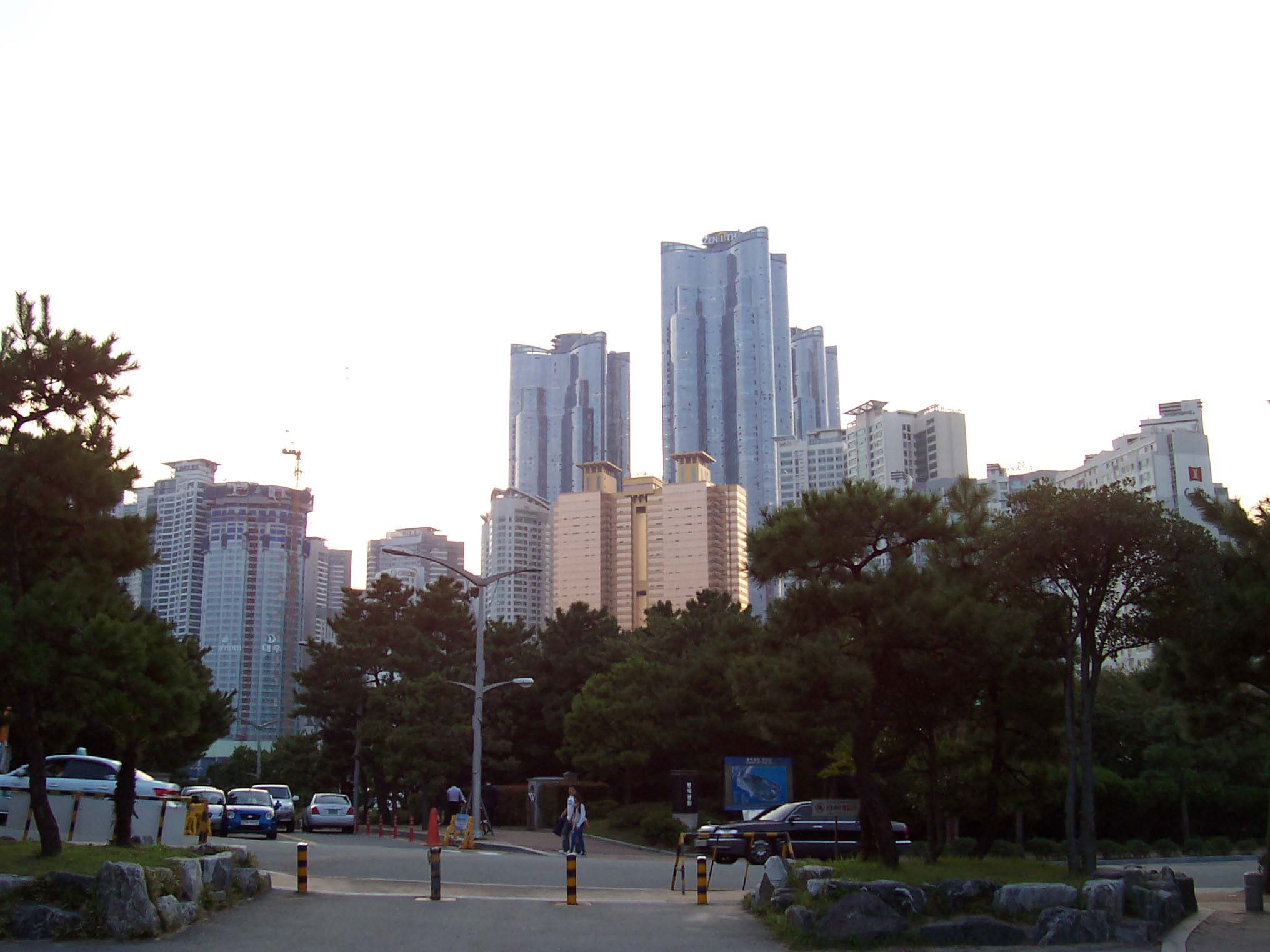
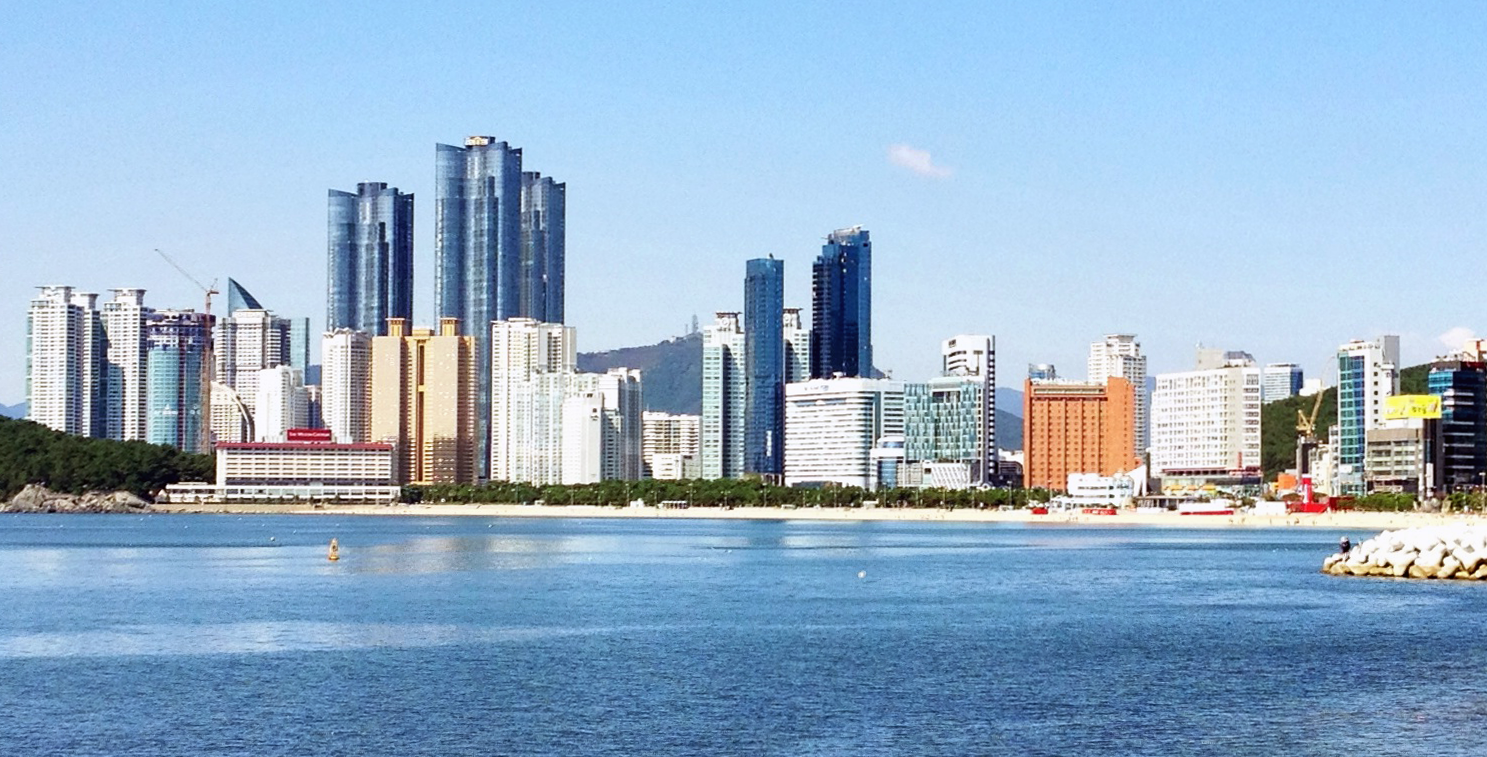
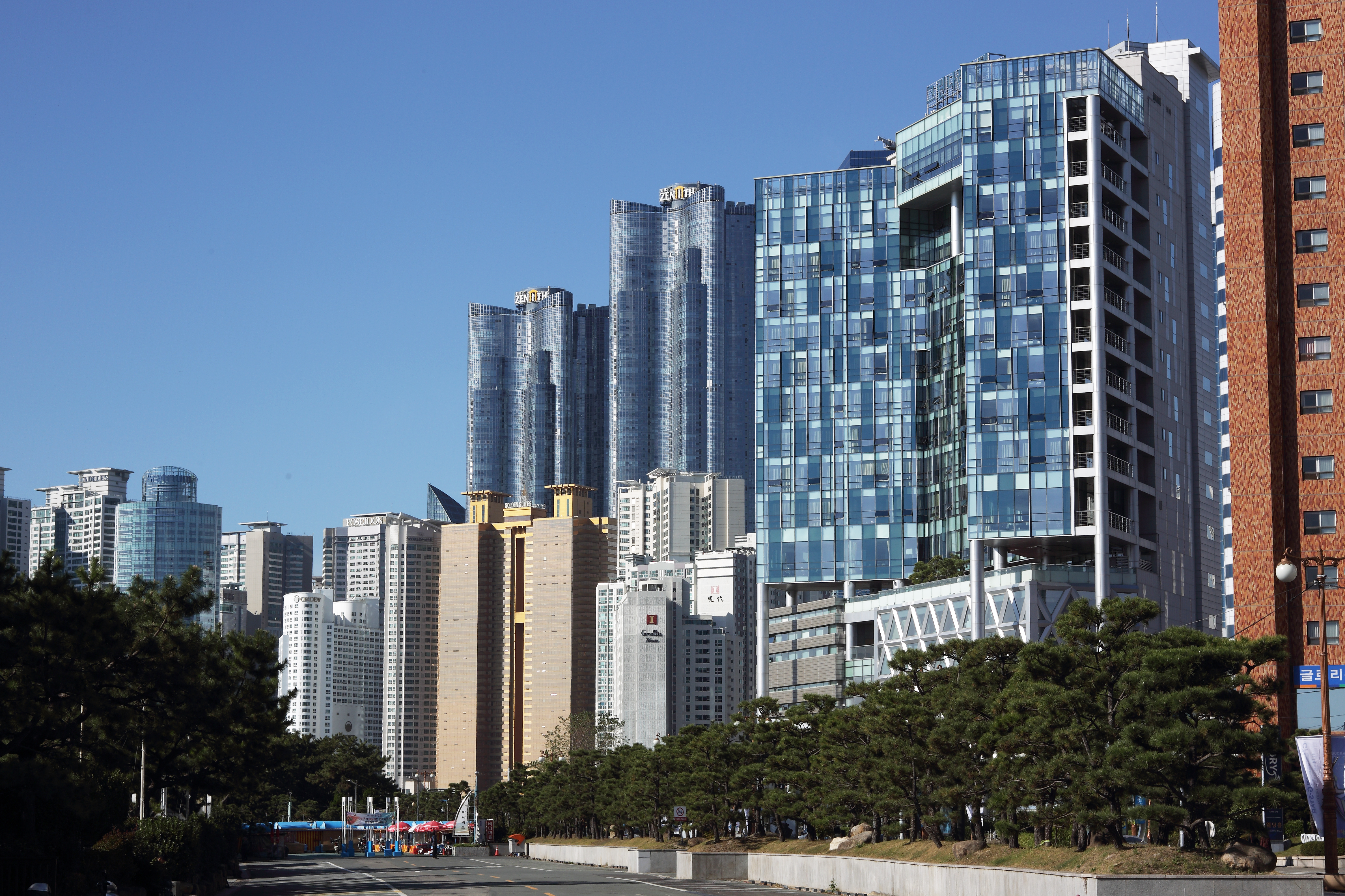
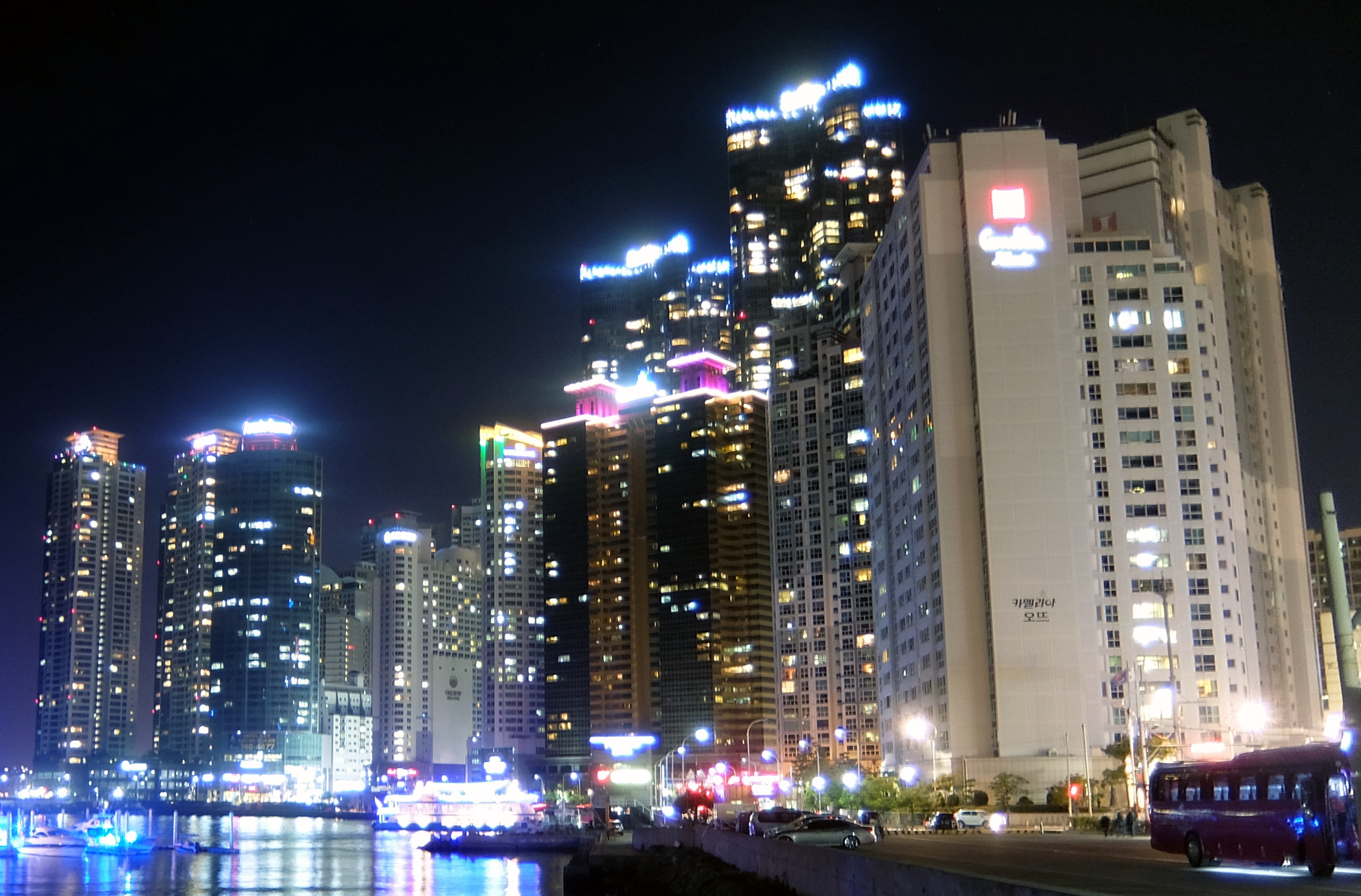
야경.
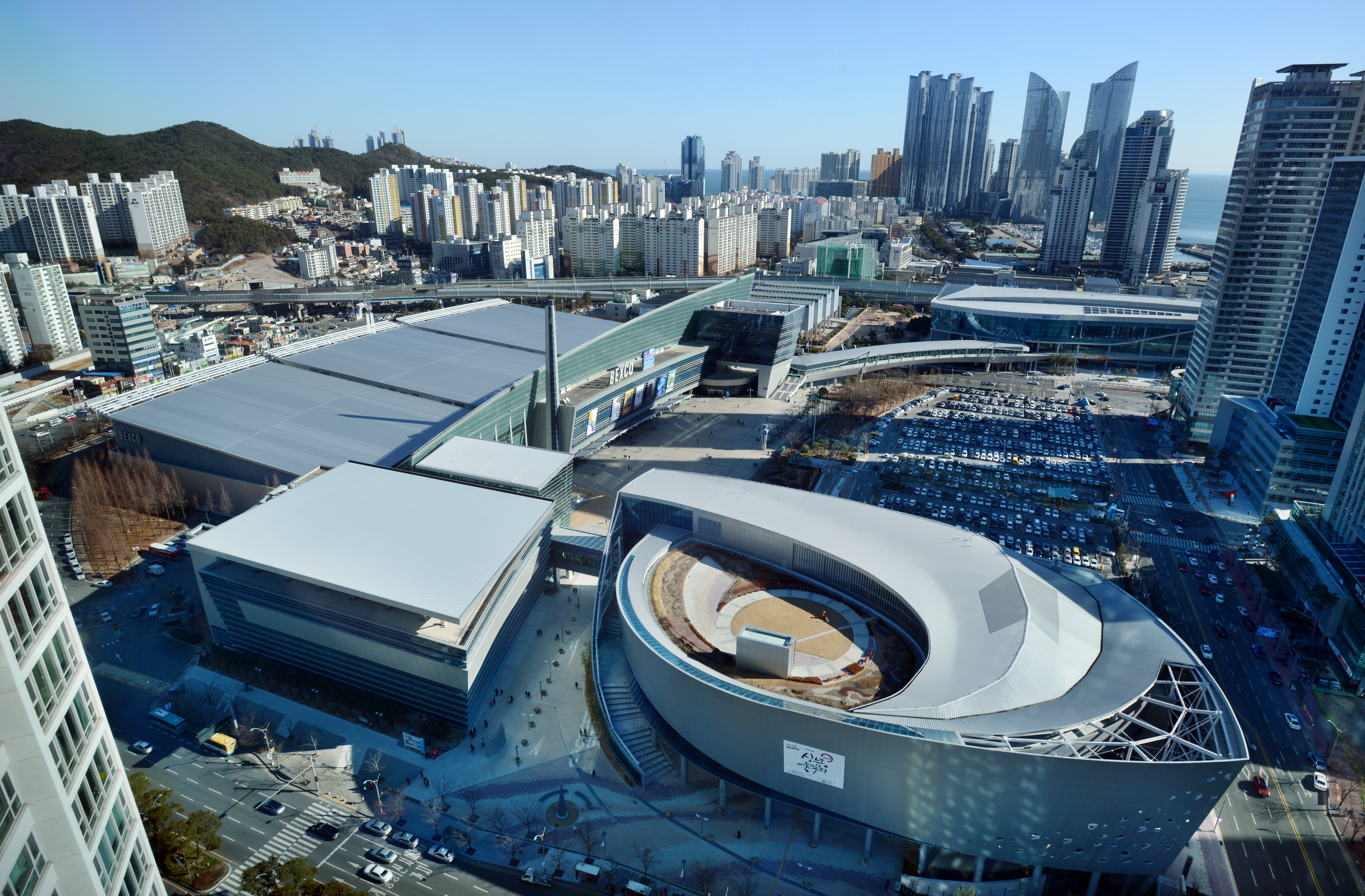
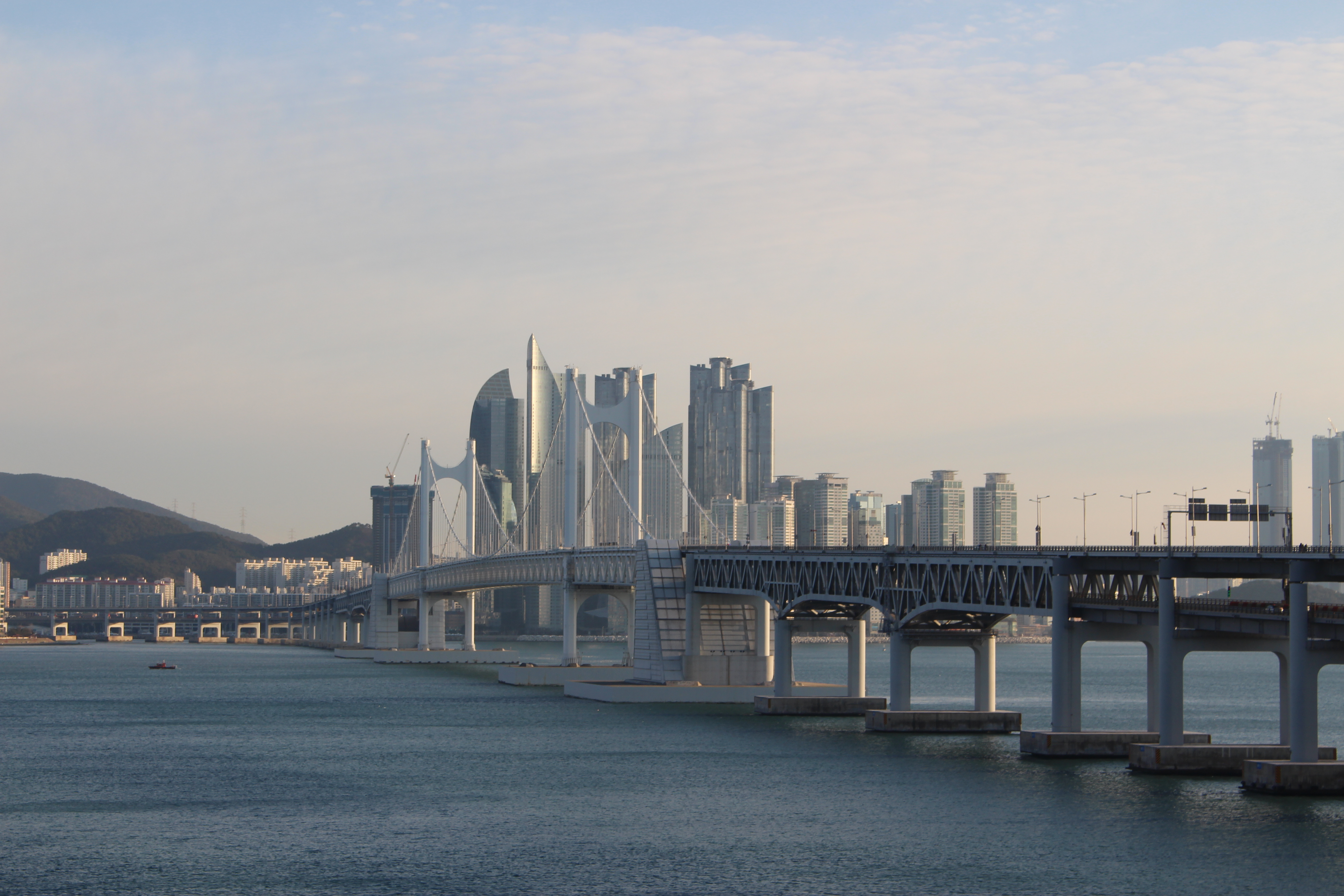
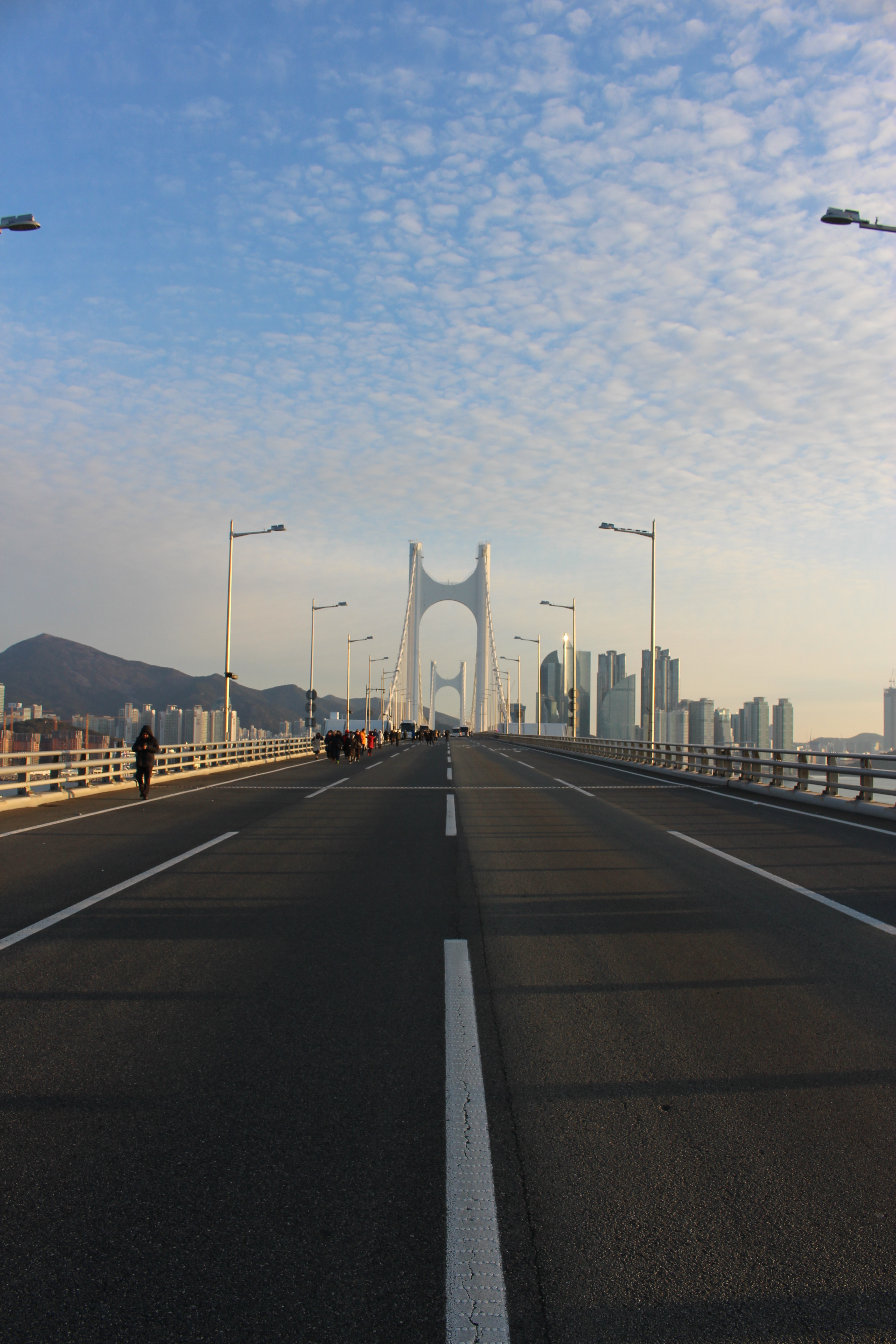
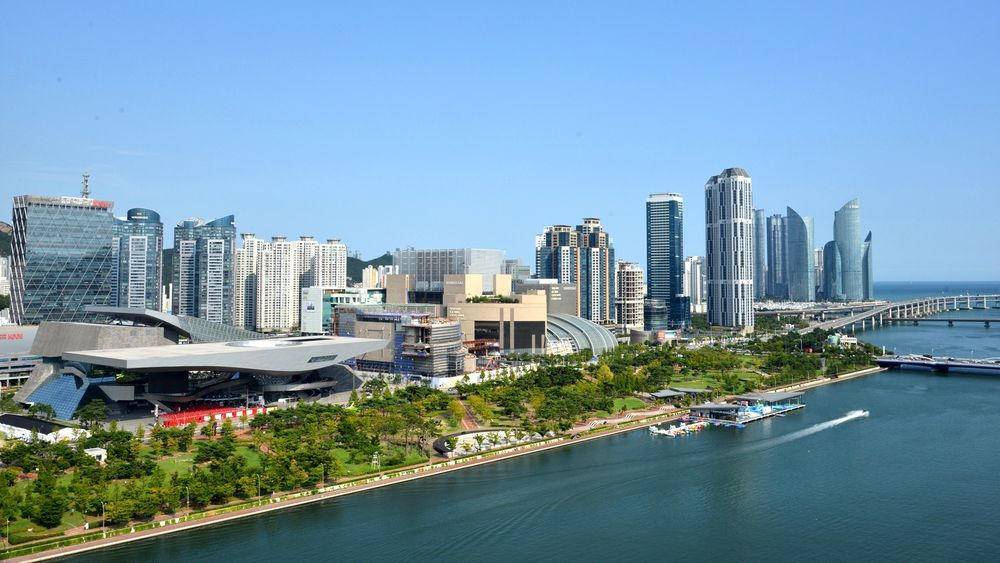
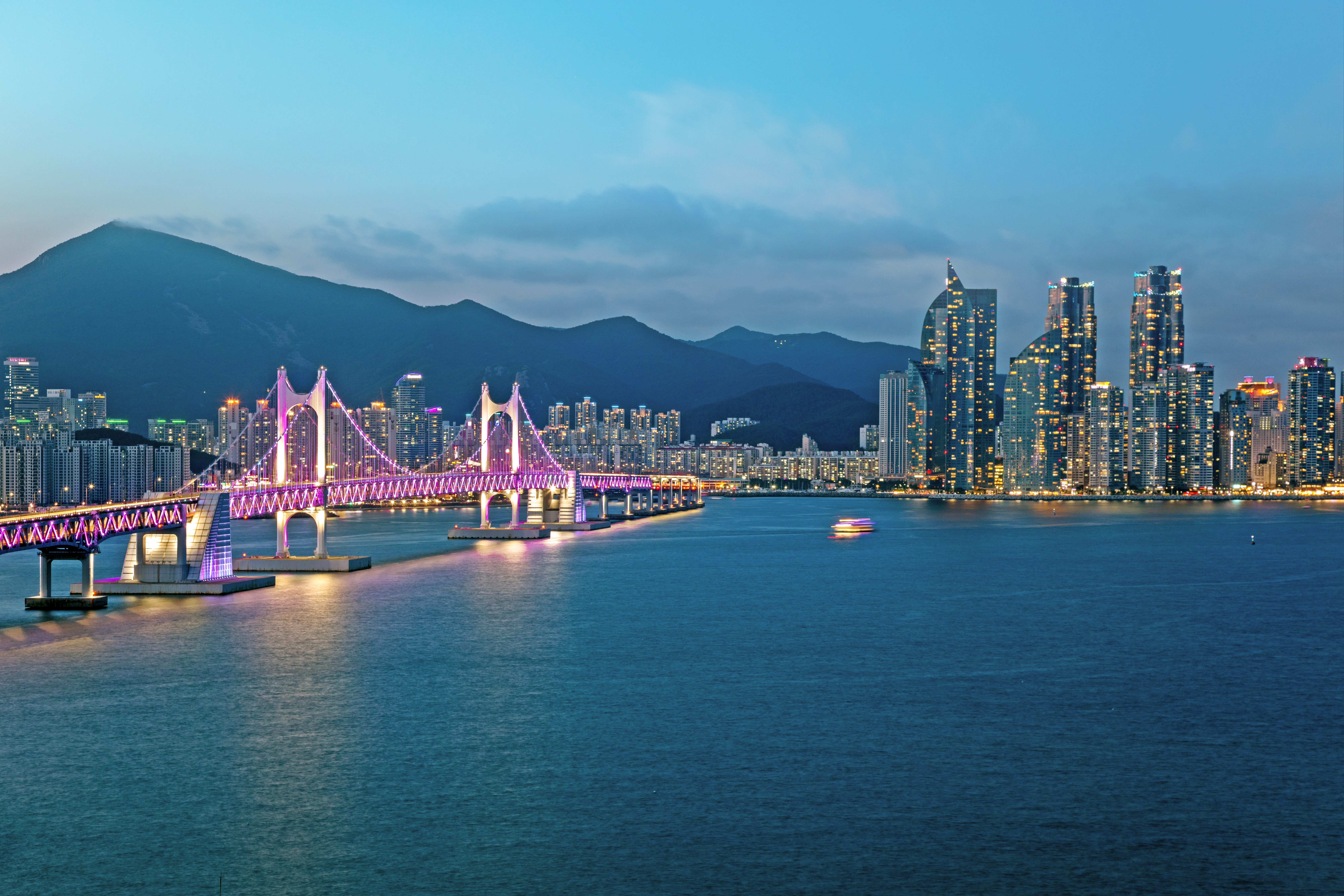
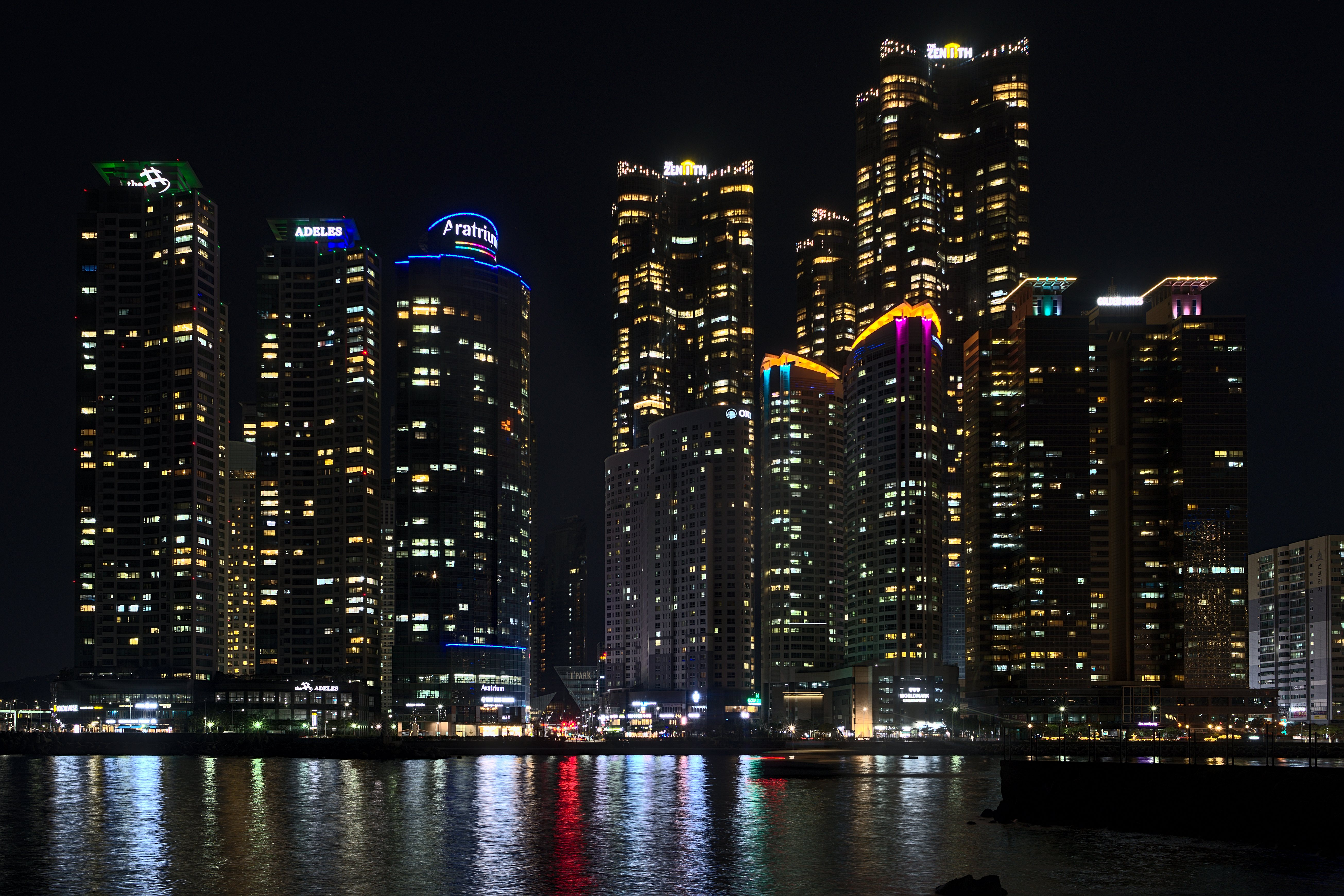
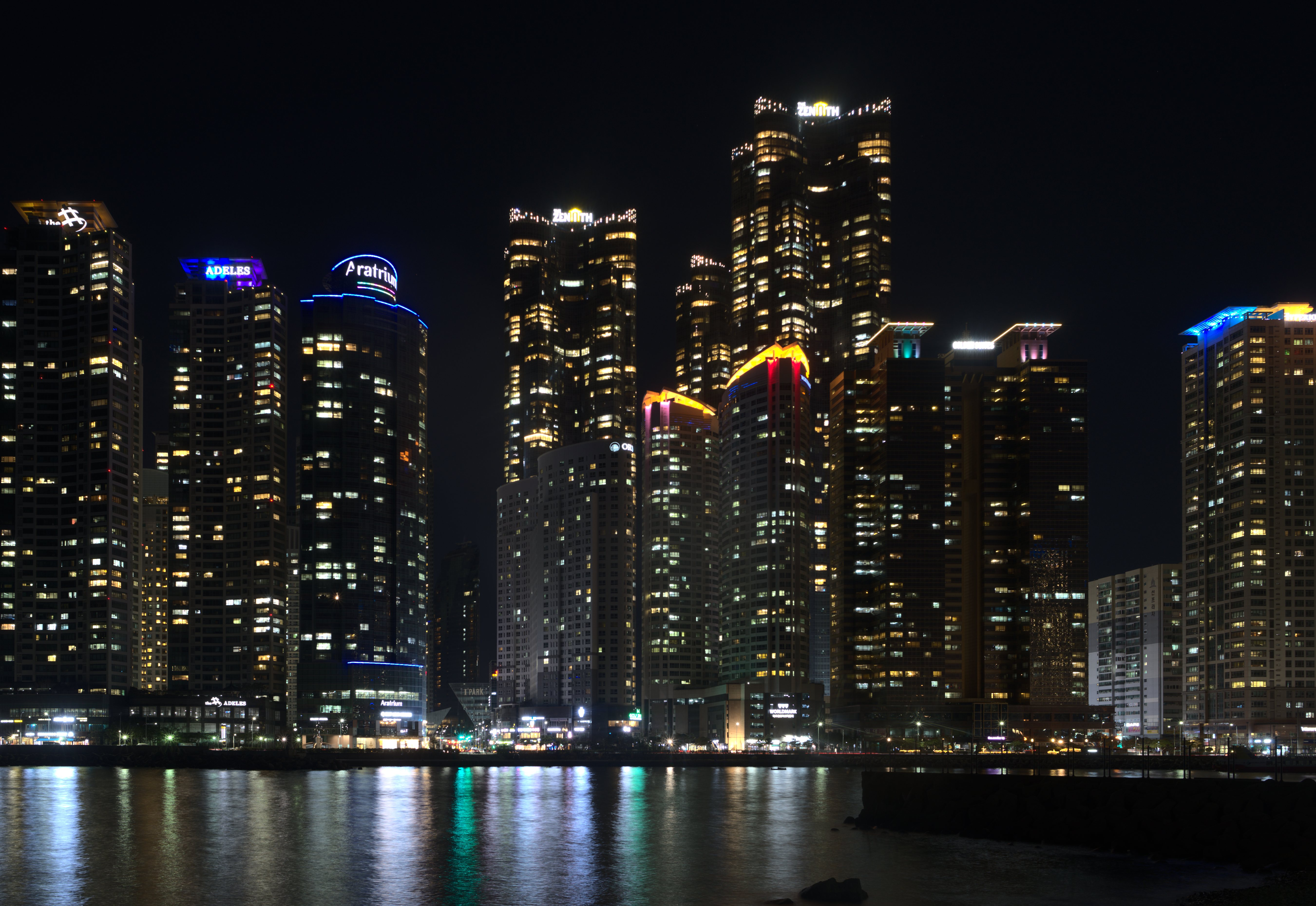
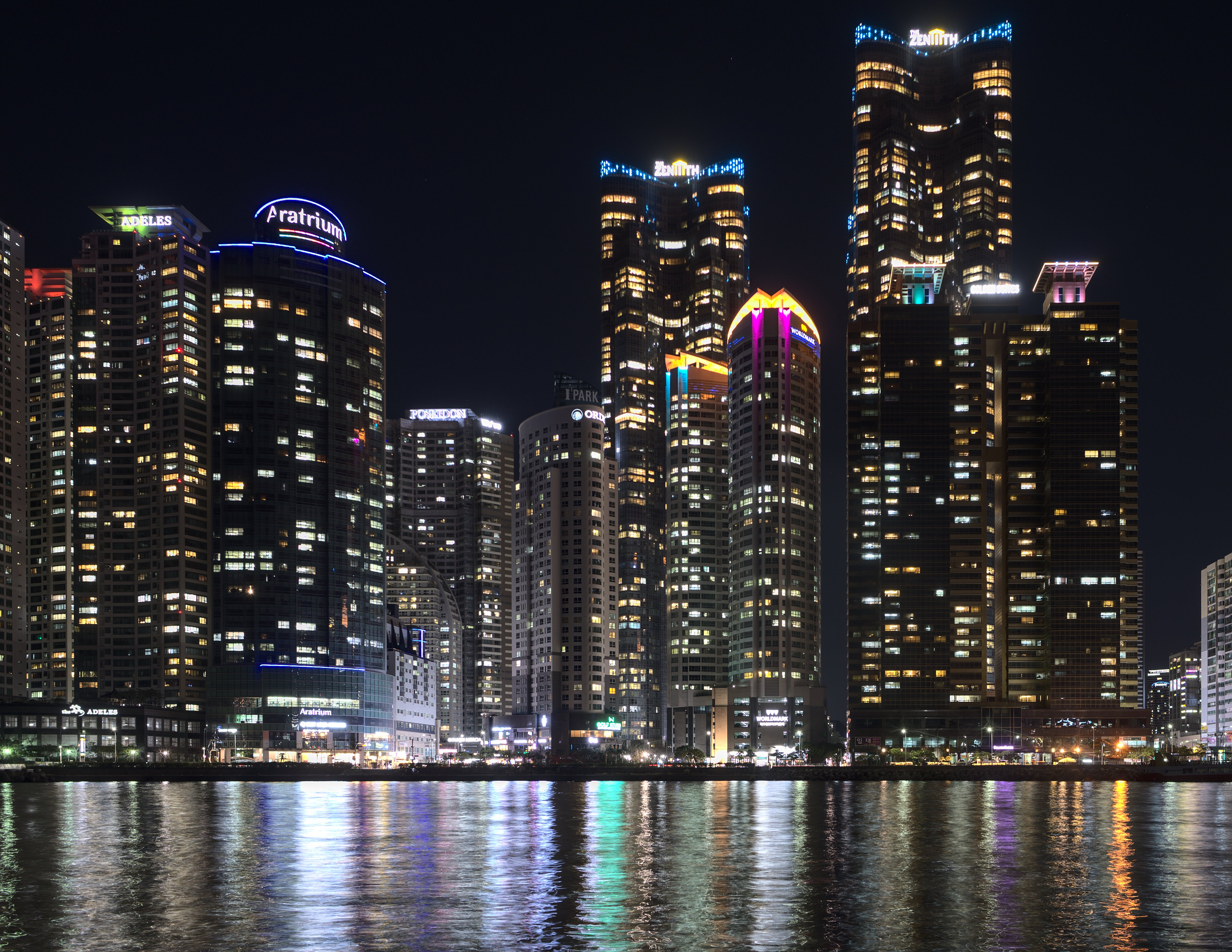
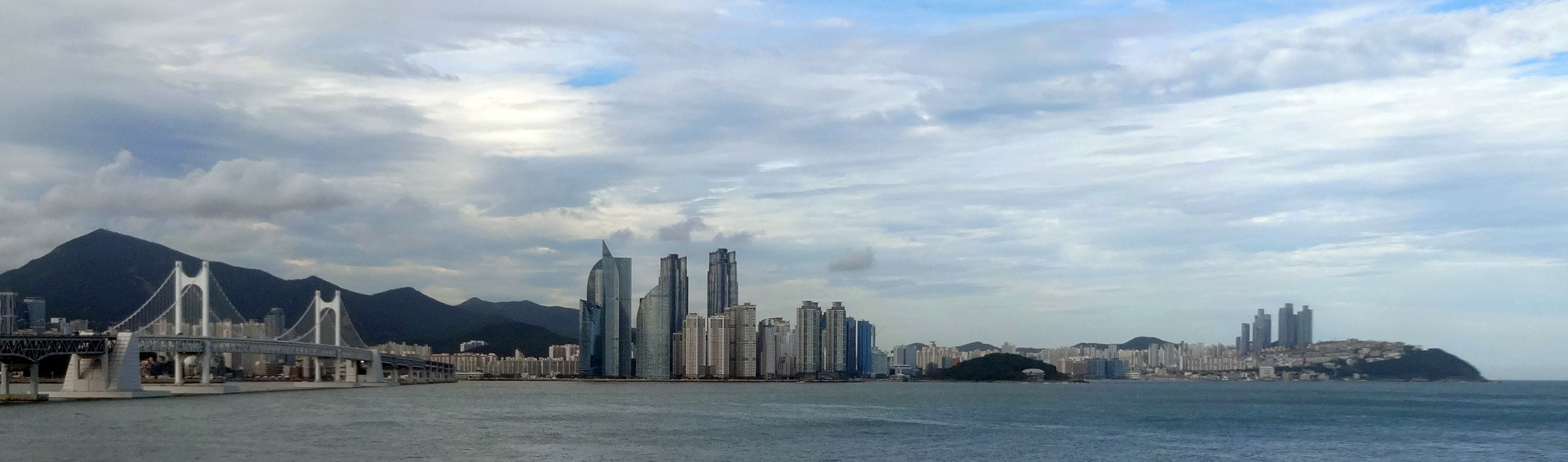
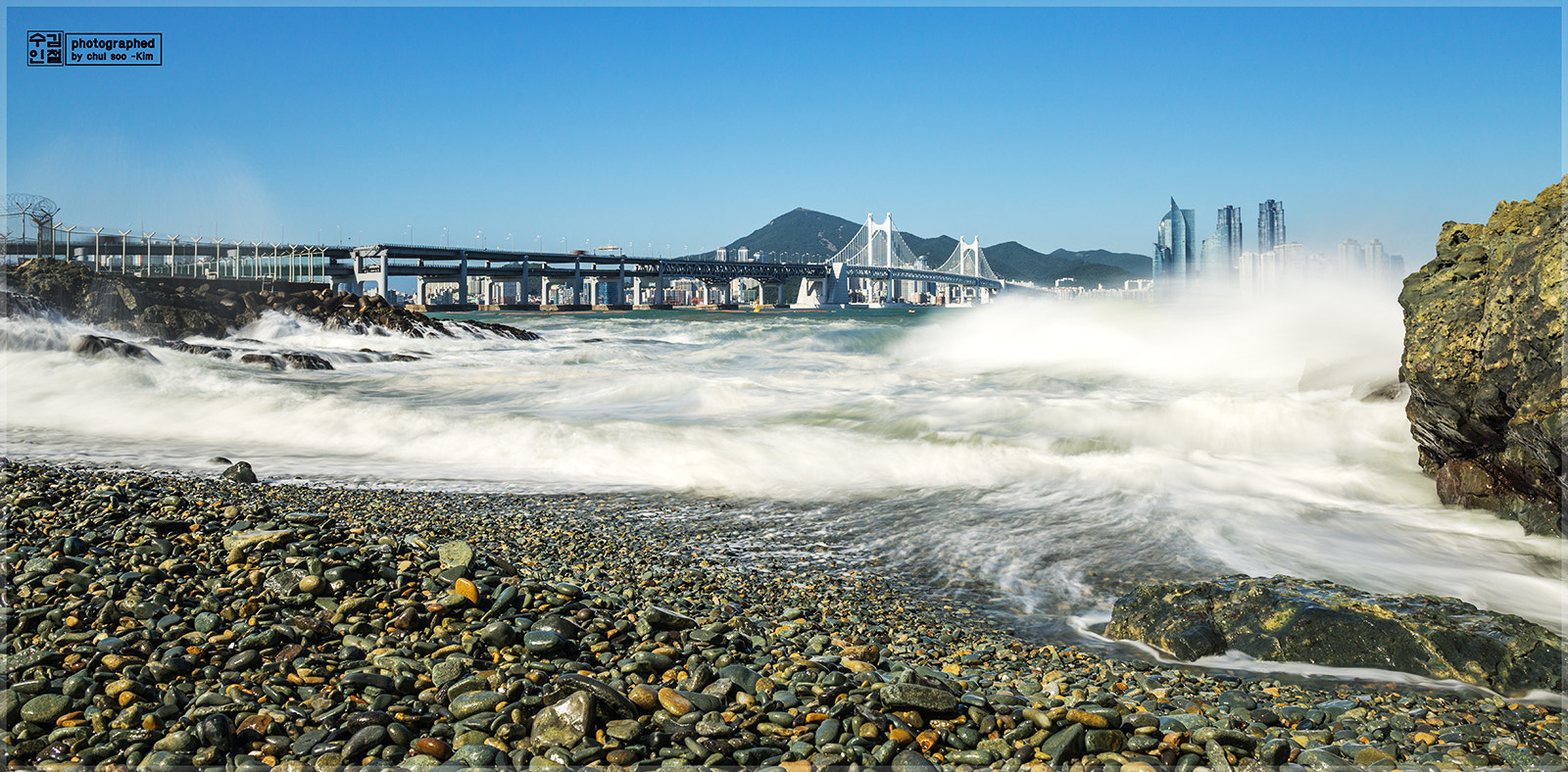
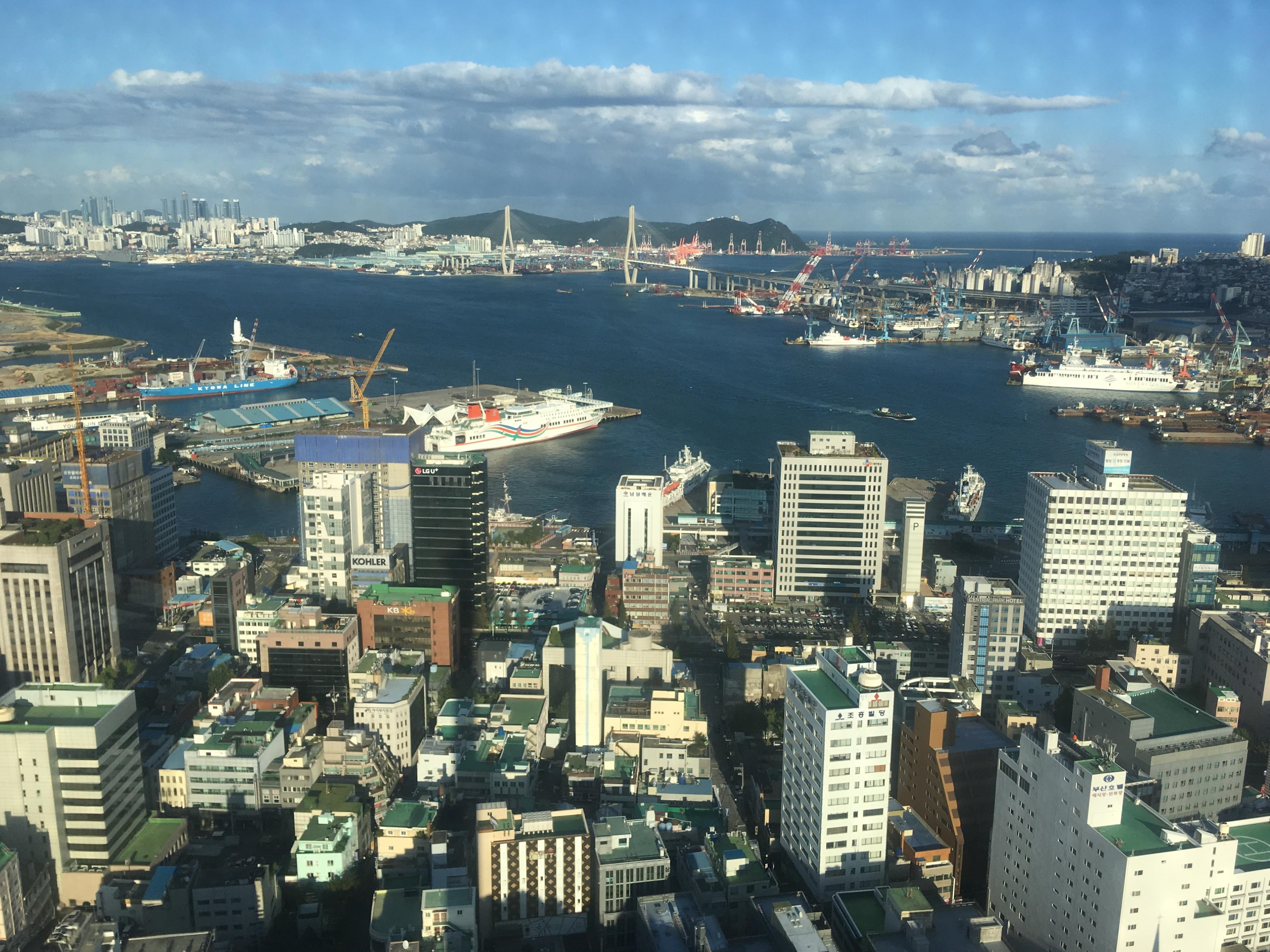
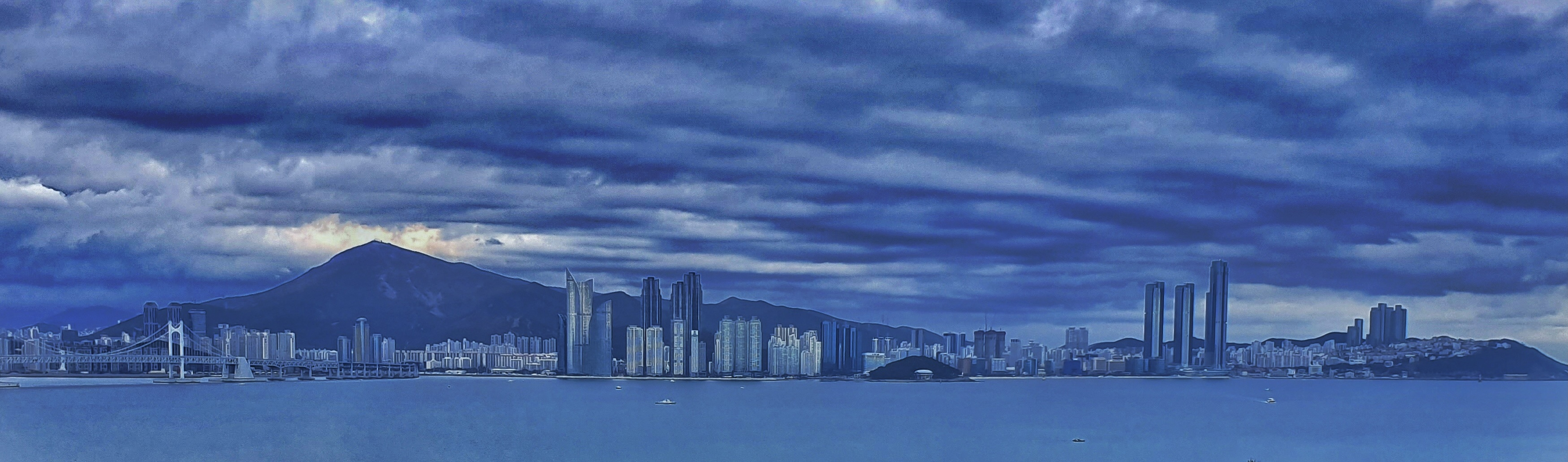

### 파노라마

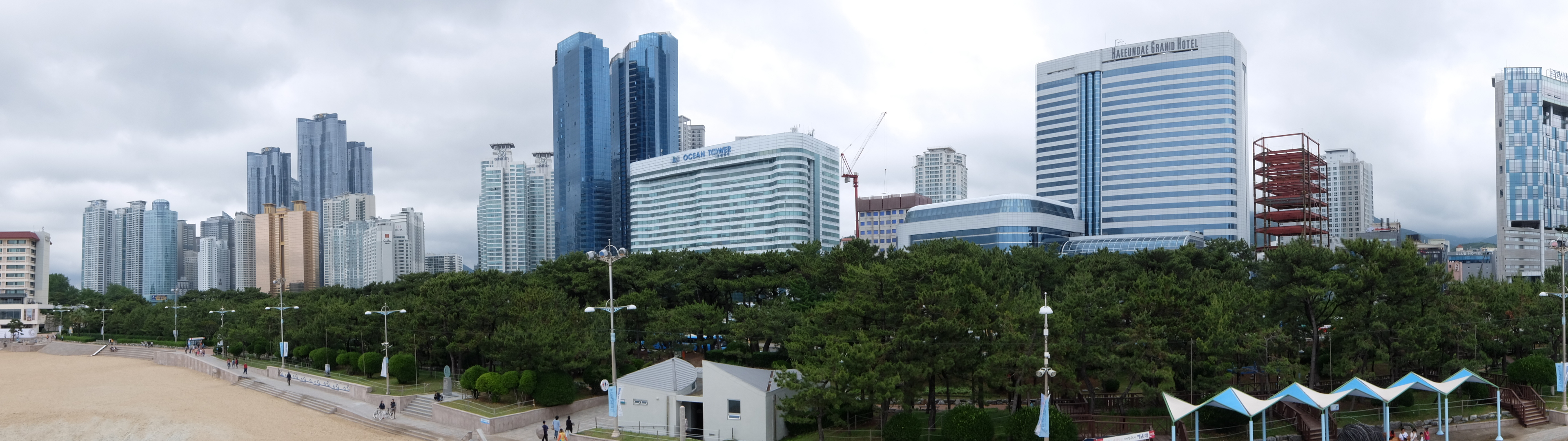

## 같이 보기
- 한국의 건축
- 두산그룹
- 마린시티
- 마천루 목록
- 대한민국의 마천루 목록
- 부산광역시의 마천루 목록
- 높이순 거주용 건축물 목록
- 해운대 I'PARK
- W (용호동)
- 해운대 엘시티 더샵
- 두산위브더제니스
- 일산 두산위브더제니스
- Q1 타워
- 유레카 타워
- 타워 팰리스